# Landtagswahl in Hessen 1954
- SPD: 44
- BHE: 7
- CDU: 24
- FDP: 21

Die Wahl zum 3. Hessischen Landtag fand am 28. November 1954 statt. Am selben Tag wurde auch in Bayern der Landtag gewählt. Die SPD erlitt leichte prozentuale Verluste, büßte aber vor allem die wahlrechtsbedingte Mehrheit im Parlament ein. Mit dem neuen Koalitionspartner GB/BHE konnte Ministerpräsident Georg August Zinn (SPD) jedoch weiter regieren.

## Ausgangssituation

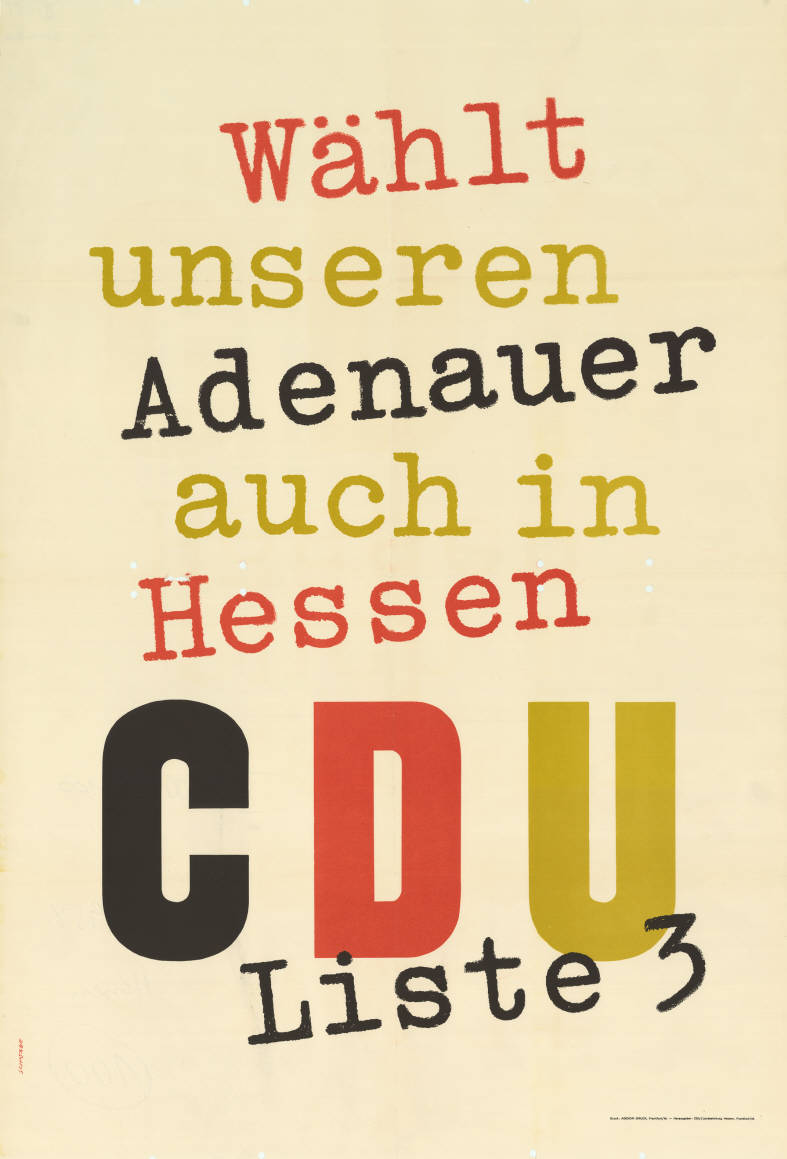
Wahlplakat der CDU

Auch wenn CDU und FDP Landtagswahl 1950 zusammen über 50 % der Stimmen erhalten hatten, hatte die Kombination aus Verhältniswahlrecht und Ein-Personen-Wahlkreisen der SPD im Parlament eine deutliche Mehrheit der Mandate beschert. Ministerpräsident Georg August Zinn (SPD) führte eine SPD-Alleinregierung. Zinn setzte als Landespolitiker mit dem Hessenplan Schwerpunkte und agitierte gleichzeitig gegen die Bundesregierung unter Konrad Adenauer (CDU).
Die CDU Hessen hatte sich links im politischen Spektrum positioniert und 1950 eine dramatische Niederlage erlitten. Zur Mitte der Wahlperiode löste Wilhelm Fay seinen glücklosen Vorgänger Werner Hilpert als CDU-Vorsitzenden ab und beendete den Linkskurs seiner Landespartei. Mit dem CDU-Fraktionsvorsitzenden Erich Großkopf verfügte die CDU über eine Doppelspitze.
Die FDP konnte auf das bis heute beste Ergebnis der FDP bei einer Landtagswahl zurückblicken. Gemeinsam mit dem GB/BHE hatte die FDP 1950 31,8 % der Stimmen erhalten. Bei der Landtagswahl 1954 traten beide Parteien getrennt an.
Wie schon 1950, wurde auch vor der Landtagswahl 1954 das Wahlsystem erheblich verändert. Die Zahl der Mandate wurde von 80 auf 96 erhöht, so dass der Anteil der Direktmandate von 60 auf 50 Prozent sank. Künftig wurden alle Sitze proportional vergeben nach dem D’Hondt-Verfahren, die Fünfprozenthürde wurde beibehalten. Errungene Direktmandate wurden auf die der Partei zustehenden Sitze angerechnet. Das Zuteilungsverfahren gilt in den Grundzügen bis heute, allerdings wurde für die Sitzverteilung 1980 das d'Hondtsche Höchstzahlverfahren durch das Hare/Niemeyer-Verfahren ersetzt und 1988 zwei Stimmen eingeführt (Wahlkreisstimme und Landesstimme analog zur Erst- und Zweitstimme auf Bundesebene) anstelle einer einzigen Stimme.

## Ergebnisse
Das amtliche Endergebnis:
| Partei           | Stimmen absolut | Prozent | Wahl- kreisbe- werber | Direkt- man- date | Sitze |
| ---------------- | --------------- | ------- | --------------------- | ----------------- | ----- |
| Wahlberechtigte  | 3.105.125       |         |                       |                   |       |
| Wähler           | 2.559.409       | 82,43   |                       |                   |       |
| Gültige Stimmen  | 2.501.273       | 97,73   |                       |                   |       |
|                  |                 |         |                       |                   |       |
| SPD              | 1.065.733       | 42,61   | 48                    | 41                | 44    |
| CDU              | 603.691         | 24,14   | 48                    | 5                 | 24    |
| FDP              | 513.421         | 20,53   | 48                    | 2                 | 21    |
| GB/BHE           | 192.390         | 7,69    | 48                    |                   | 7     |
| KPD              | 84.013          | 3,36    | 48                    |                   |       |
| DP               | 29.309          | 1,17    | 42                    |                   |       |
| BdD              | 12.047          | 0,48    | 48                    |                   |       |
| Freie Opposition | 416             | 0,02    | 3                     |                   |       |
| Einzelbewerber   | 253             | 0,01    | 1                     |                   |       |
| Total            | 2.501.273       | 100     | 334                   | 48                | 96    |

Für die gewählten Abgeordneten siehe die Liste der Mitglieder des Hessischen Landtags (3. Wahlperiode).

## Folgen
Die SPD hatte zwar die absolute Mehrheit der Abgeordnetenmandate verloren, konnte aber GB/BHE als Koalitionspartner gewinnen. Zinn blieb Ministerpräsident und bildete sein neues Kabinett. Die CDU bewertete das Ergebnis als „Konsolidierung“ ihrer Position.

## Wahlprüfung
Das Wahlprüfungsgericht entschied am 16. März 1955 über die Gültigkeit der Wahl.